# Puchar Świata w saneczkarstwie 2020/2021
Puchar Świata w saneczkarstwie 2020/2021 – 44. sezon Pucharu Świata w saneczkarstwie. Rozpoczął się 28 listopada 2020 roku w austriackim mieście Igls. Ostatnie zawody z tego cyklu zostały rozegrane 7 lutego 2021 roku na torze w szwajcarskim Sankt Moritz. Z powodu pandemii COVID-19 wszystkie zawody zostały przeprowadzone na kontynencie europejskim. Odwołane zostały zawody w Lake Placid, Pjongczang i przedolimpijska próba w chińskim Yanqing.
Rozegranych zostało 41 konkursów: po 9 konkursów indywidualnych (w formule klasycznej) kobiet, mężczyzn oraz dwójek, po 3 zawody sprinterskie kobiet, mężczyzn oraz dwójek, a także 5 zawodów sztafet. Ze względu na złe warunki atmosferyczne odwołana została rywalizacja sztafet w Sankt Moritz.
Po raz pierwszy oprócz Kryształowej Kuli przyznane zostały dwie Małe Kryształowe Kule za zawody w formule klasycznej oraz za zawody sprinterskie.
Podczas sezonu 2020/2021 odbyły się dwie imprezy, na których rozdane zostały medale. Podczas zawodów Pucharu Świata w łotewskiej Siguldzie odbyły się jednocześnie mistrzostwa Europy. Natomiast główną imprezą tego sezonu były mistrzostwa świata w Königssee.

## Kalendarz Pucharu Świata
| Lp. | Data                 | Miejscowość          | Konkurencja                                  | 1. miejsce                                                                            | 2. miejsce                                                                            | 3. miejsce                                                                                  |
| --- | -------------------- | -------------------- | -------------------------------------------- | ------------------------------------------------------------------------------------- | ------------------------------------------------------------------------------------- | ------------------------------------------------------------------------------------------- |
| 1.  | 28-29 listopada 2020 | Igls                 |                                              |                                                                                       |                                                                                       |                                                                                             |
| 1.  | 28-29 listopada 2020 | Igls                 | Jedynki kobiet                               | Julia Taubitz                                                                         | Natalie Geisenberger                                                                  | Dajana Eitberger                                                                            |
| 1.  | 28-29 listopada 2020 | Igls                 | Sprint kobiet                                | Julia Taubitz                                                                         | Natalie Geisenberger                                                                  | Dajana Eitberger                                                                            |
| 1.  | 28-29 listopada 2020 | Igls                 | Jedynki mężczyzn                             | Felix Loch                                                                            | Johannes Ludwig                                                                       | Dominik Fischnaller                                                                         |
| 1.  | 28-29 listopada 2020 | Igls                 | Sprint mężczyzn                              | Felix Loch                                                                            | David Gleirscher                                                                      | Jonas Müller                                                                                |
| 1.  | 28-29 listopada 2020 | Igls                 | Dwójki mężczyzn                              | Austria Thomas Steu · Lorenz Koller                                                   | Austria Yannick Müller · Armin Frauscher                                              | Niemcy Toni Eggert · Sascha Benecken                                                        |
| 1.  | 28-29 listopada 2020 | Igls                 | Sprint dwójek mężczyzn                       | Austria Thomas Steu · Lorenz Koller                                                   | Łotwa Andris Šics · Juris Šics                                                        | Włochy Ludwig Rieder · Patrick Rastner                                                      |
| 1.  | 28-29 listopada 2020 | Igls                 | Sztafeta mieszana                            | Niemcy Julia Taubitz · Felix Loch · Toni Eggert · Sascha Benecken                     | Austria Madeleine Egle · Jonas Müller · Thomas Steu · Lorenz Koller                   | Rosja Jekatierina Katnikowa · Siemion Pawliczenko · Wsewołod Kaszkin · Konstantin Korszunow |
| 2.  | 5-6 grudnia 2020     | Altenberg            |                                              |                                                                                       |                                                                                       |                                                                                             |
| 2.  | 5-6 grudnia 2020     | Altenberg            | Jedynki kobiet                               | Tatjana Iwanowa                                                                       | Natalie Geisenberger                                                                  | Jekatierina Katnikowa                                                                       |
| 2.  | 5-6 grudnia 2020     | Altenberg            | Jedynki mężczyzn                             | Felix Loch                                                                            | Max Langenhan                                                                         | Kristers Aparjods                                                                           |
| 2.  | 5-6 grudnia 2020     | Altenberg            | Dwójki mężczyzn                              | Austria Thomas Steu · Lorenz Koller                                                   | Niemcy Toni Eggert · Sascha Benecken                                                  | Niemcy Tobias Wendl · Tobias Arlt                                                           |
| 2.  | 5-6 grudnia 2020     | Altenberg            | Sztafeta mieszana                            | Włochy Andrea Vötter · Kevin Fischnaller · Ludwig Rieder · Patrick Rastner            | Rosja Tatjana Iwanowa · Siemion Pawliczenko · Aleksandr Dienisjew · Władisław Antonow | Łotwa Kendija Aparjode · Kristers Aparjods · Andris Šics · Juris Šics                       |
| 3.  | 12-13 grudnia 2020   | Oberhof              |                                              |                                                                                       |                                                                                       |                                                                                             |
| 3.  | 12-13 grudnia 2020   | Oberhof              | Jedynki kobiet                               | Dajana Eitberger                                                                      | Natalie Geisenberger                                                                  | Kendija Aparjode                                                                            |
| 3.  | 12-13 grudnia 2020   | Oberhof              | Jedynki mężczyzn                             | Felix Loch                                                                            | Johannes Ludwig                                                                       | Jonas Müller                                                                                |
| 3.  | 12-13 grudnia 2020   | Oberhof              | Dwójki mężczyzn                              | Niemcy Toni Eggert · Sascha Benecken                                                  | Austria Thomas Steu · Lorenz Koller                                                   | Austria Yannick Müller · Armin Frauscher                                                    |
| 3.  | 12-13 grudnia 2020   | Oberhof              | Sztafeta mieszana                            | Niemcy Dajana Eitberger · Felix Loch · Toni Eggert · Sascha Benecken                  | Austria Madeleine Egle · Jonas Müller · Thomas Steu · Lorenz Koller                   | Polska Klaudia Domaradzka · Mateusz Sochowicz · Wojciech Chmielewski · Jakub Kowalewski     |
| 4.  | 19-20 grudnia 2020   | Winterberg           |                                              |                                                                                       |                                                                                       |                                                                                             |
| 4.  | 19-20 grudnia 2020   | Winterberg           | Jedynki kobiet                               | Julia Taubitz                                                                         | Natalie Geisenberger                                                                  | Elīza Tīruma                                                                                |
| 4.  | 19-20 grudnia 2020   | Winterberg           | Sprint kobiet                                | Julia Taubitz                                                                         | Natalie Geisenberger                                                                  | Dajana Eitberger                                                                            |
| 4.  | 19-20 grudnia 2020   | Winterberg           | Jedynki mężczyzn                             | Felix Loch                                                                            | Nico Gleirscher                                                                       | Dominik Fischnaller                                                                         |
| 4.  | 19-20 grudnia 2020   | Winterberg           | Sprint mężczyzn                              | Max Langenhan                                                                         | Kevin Fischaller                                                                      | Dominik Fischnaller                                                                         |
| 4.  | 19-20 grudnia 2020   | Winterberg           | Dwójki mężczyzn                              | Niemcy Tobias Wendl · Tobias Arlt                                                     | Niemcy Toni Eggert · Sascha Benecken                                                  | Łotwa Andris Šics · Juris Šics                                                              |
| 4.  | 19-20 grudnia 2020   | Winterberg           | Sprint dwójek mężczyzn                       | Niemcy Toni Eggert · Sascha Benecken                                                  | Austria Thomas Steu · Lorenz Koller                                                   | Niemcy Tobias Wendl · Tobias Arlt                                                           |
| 5.  | 2-3 stycznia 2021    | Königssee            |                                              |                                                                                       |                                                                                       |                                                                                             |
| 5.  | 2-3 stycznia 2021    | Königssee            | Jedynki kobiet                               | Julia Taubitz                                                                         | Natalie Geisenberger                                                                  | Madeleine Egle                                                                              |
| 5.  | 2-3 stycznia 2021    | Königssee            | Jedynki mężczyzn                             | Felix Loch                                                                            | Roman Riepiłow                                                                        | Johannes Ludwig                                                                             |
| 5.  | 2-3 stycznia 2021    | Königssee            | Dwójki mężczyzn                              | Niemcy Toni Eggert · Sascha Benecken                                                  | Niemcy Tobias Wendl · Tobias Arlt                                                     | Austria Thomas Steu · Lorenz Koller                                                         |
| 5.  | 2-3 stycznia 2021    | Königssee            | Sztafeta mieszana                            | Austria Madeleine Egle · Nico Gleirscher · Thomas Steu · Lorenz Koller                | Niemcy Julia Taubitz · Felix Loch · Toni Eggert · Sascha Benecken                     | Rosja Wiktoria Diemczenko · Roman Riepiłow · Wsewołod Kaszkin · Konstantin Korszunow        |
| ME  | 9-10 stycznia 2021   | Sigulda              | 52. Mistrzostwa Europy w Saneczkarstwie 2021 | 52. Mistrzostwa Europy w Saneczkarstwie 2021                                          | 52. Mistrzostwa Europy w Saneczkarstwie 2021                                          | 52. Mistrzostwa Europy w Saneczkarstwie 2021                                                |
| 6.  | 9-10 stycznia 2021   | Sigulda              |                                              |                                                                                       |                                                                                       |                                                                                             |
| 6.  | 9-10 stycznia 2021   | Sigulda              | Jedynki kobiet                               | Tatjana Iwanowa                                                                       | Natalie Geisenberger                                                                  | Wiktoria Diemczenko                                                                         |
| 6.  | 9-10 stycznia 2021   | Sigulda              | Jedynki mężczyzn                             | Felix Loch                                                                            | Johannes Ludwig                                                                       | Dominik Fischnaller                                                                         |
| 6.  | 9-10 stycznia 2021   | Sigulda              | Dwójki mężczyzn                              | Łotwa Andris Šics · Juris Šics                                                        | Niemcy Tobias Wendl · Tobias Arlt                                                     | Łotwa Mārtiņš Bots · Roberts Plūme                                                          |
| 6.  | 9-10 stycznia 2021   | Sigulda              | Sztafeta mieszana                            | Rosja Tatjana Iwanowa · Siemion Pawliczenko · Wsewołod Kaszkin · Konstantin Korszunow | Łotwa Elīza Tīruma · Artūrs Dārznieks · Andris Šics · Juris Šics                      | Niemcy Natalie Geisenberger · Felix Loch · Tobias Wendl · Tobias Arlt                       |
| 7.  | 16-17 stycznia 2021  | Oberhof Lake Placid  |                                              |                                                                                       |                                                                                       |                                                                                             |
| 7.  | 16-17 stycznia 2021  | Oberhof Lake Placid  | Jedynki kobiet                               | Natalie Geisenberger                                                                  | Madeleine Egle                                                                        | Anna Berreiter                                                                              |
| 7.  | 16-17 stycznia 2021  | Oberhof Lake Placid  | Jedynki mężczyzn                             | Felix Loch                                                                            | Jonas Müller                                                                          | David Gleirscher                                                                            |
| 7.  | 16-17 stycznia 2021  | Oberhof Lake Placid  | Dwójki mężczyzn                              | Austria Thomas Steu · Lorenz Koller                                                   | Niemcy Tobias Wendl · Tobias Arlt                                                     | Łotwa Andris Šics · Juris Šics                                                              |
| 8.  | 23-24 stycznia 2021  | Igls Pjongczang      |                                              |                                                                                       |                                                                                       |                                                                                             |
| 8.  | 23-24 stycznia 2021  | Igls Pjongczang      | Jedynki kobiet                               | Natalie Geisenberger                                                                  | Julia Taubitz                                                                         | Summer Britcher                                                                             |
| 8.  | 23-24 stycznia 2021  | Igls Pjongczang      | Sprint kobiet                                | Julia Taubitz                                                                         | Natalie Geisenberger                                                                  | Dajana Eitberger                                                                            |
| 8.  | 23-24 stycznia 2021  | Igls Pjongczang      | Jedynki mężczyzn                             | Felix Loch                                                                            | Siemion Pawliczenko                                                                   | Johannes Ludwig                                                                             |
| 8.  | 23-24 stycznia 2021  | Igls Pjongczang      | Sprint mężczyzn                              | Siemion Pawliczenko                                                                   | Kevin Fischnaller                                                                     | Felix Loch                                                                                  |
| 8.  | 23-24 stycznia 2021  | Igls Pjongczang      | Dwójki mężczyzn                              | Włochy Ludwig Rieder · Patrick Rastner                                                | Łotwa Andris Šics · Juris Šics                                                        | Austria Thomas Steu · Lorenz Koller                                                         |
| 8.  | 23-24 stycznia 2021  | Igls Pjongczang      | Sprint dwójek mężczyzn                       | Łotwa Andris Šics · Juris Šics                                                        | Austria Thomas Steu · Lorenz Koller                                                   | Niemcy Toni Eggert · Sascha Benecken                                                        |
| MŚ  | 29–31 stycznia 2021  | Königssee Whistler   | 50. Mistrzostwa Świata w Saneczkarstwie 2021 | 50. Mistrzostwa Świata w Saneczkarstwie 2021                                          | 50. Mistrzostwa Świata w Saneczkarstwie 2021                                          | 50. Mistrzostwa Świata w Saneczkarstwie 2021                                                |
| 9.  | 4-6 lutego 2021      | Sankt Moritz Yanqing |                                              |                                                                                       |                                                                                       |                                                                                             |
| 9.  | 4-6 lutego 2021      | Sankt Moritz Yanqing | Jedynki kobiet                               | Elina Vitola                                                                          | Julia Taubitz                                                                         | Natalie Maag                                                                                |
| 9.  | 4-6 lutego 2021      | Sankt Moritz Yanqing | Jedynki mężczyzn                             | Nico Gleirscher                                                                       | Max Langenhan                                                                         | Felix Loch                                                                                  |
| 9.  | 4-6 lutego 2021      | Sankt Moritz Yanqing | Dwójki mężczyzn                              | Łotwa Mārtiņš Bots · Roberts Plūme                                                    | Łotwa Andris Šics · Juris Šics                                                        | Włochy Ludwig Rieder · Patrick Rastner                                                      |
| 9.  | 4-6 lutego 2021      | Sankt Moritz Yanqing | Sztafeta mieszana                            | Odwołano                                                                              | Odwołano                                                                              | Odwołano                                                                                    |

## Klasyfikacje

### Klasyfikacja generalna - jedynki kobiet
| Miejsce | Zawodnik              | Reprezentacja | Punkty |
| ------- | --------------------- | ------------- | ------ |
| 1.      | Natalie Geisenberger  | Niemcy        | 995    |
| 2.      | Julia Taubitz         | Niemcy        | 976    |
| 3.      | Dajana Eitberger      | Niemcy        | 698    |
| 4.      | Madeleine Egle        | Austria       | 648    |
| 5.      | Tatjana Iwanowa       | Rosja         | 579    |
| 6.      | Elīza Tīruma          | Łotwa         | 525    |
| 7.      | Jekatierina Katnikowa | Rosja         | 512    |
| 8.      | Andrea Vötter         | Włochy        | 458    |
| 9.      | Kendija Aparjode      | Łotwa         | 447    |
| 10.     | Wiktoria Diemczenko   | Rosja         | 398    |
|         |                       |               |        |
| 30.     | Klaudia Domaradzka    | Polska        | 126    |
| 36.     | Natalia Jamróz        | Polska        | 73     |
| 49.     | Anna Bryk             | Polska        | 11     |

### Klasyfikacja generalna - jedynki mężczyzn
| Miejsce | Zawodnik            | Reprezentacja | Punkty |
| ------- | ------------------- | ------------- | ------ |
| 1.      | Felix Loch          | Niemcy        | 1095   |
| 2.      | Johannes Ludwig     | Niemcy        | 716    |
| 3.      | Siemion Pawliczenko | Rosja         | 673    |
| 4.      | Max Langenhan       | Niemcy        | 637    |
| 5.      | Dominik Fischnaller | Włochy        | 623    |
| 6.      | Nico Gleirscher     | Austria       | 598    |
| 7.      | Kevin Fischnaller   | Włochy        | 566    |
| 8.      | Roman Riepiłow      | Rosja         | 556    |
| 9.      | David Gleirscher    | Austria       | 500    |
| 10.     | Jonas Müller        | Austria       | 475    |
|         |                     |               |        |
| 20.     | Mateusz Sochowicz   | Polska        | 173    |
| 38.     | Kacper Tarnawski    | Polska        | 62     |

### Klasyfikacja generalna - dwójki
| Miejsce | Zawodnik                              | Reprezentacja | Punkty |
| ------- | ------------------------------------- | ------------- | ------ |
| 1.      | Thomas Steu Lorenz Koller             | Austria       | 942    |
| 2.      | Andris Šics Juris Šics                | Łotwa         | 834    |
| 3.      | Toni Eggert Sascha Benecken           | Niemcy        | 830    |
| 4.      | Tobias Wendl Tobias Arlt              | Niemcy        | 773    |
| 5.      | Ludwig Rieder Patrick Rastner         | Włochy        | 707    |
| 6.      | Yannick Müller Armin Frauscher        | Austria       | 574    |
| 7.      | Emanuel Rieder Simon Kainzwaldner     | Włochy        | 541    |
| 8.      | Mārtiņš Bots Roberts Plūme            | Łotwa         | 516    |
| 9.      | Ivan Nagler Fabian Malleier           | Włochy        | 483    |
| 10.     | Oskars Gudramovičs Pēteris Kalniņš    | Łotwa         | 479    |
|         |                                       |               |        |
| 13.     | Wojciech Chmielewski Jakub Kowalewski | Polska        | 302    |
| 31.     | Jakub Karaś Mateusz Karaś             | Polska        | 34     |

### Sztafety mieszane
| Miejsce | Reprezentacja    | Punkty |
| ------- | ---------------- | ------ |
| 1.      | Niemcy           | 415    |
| =       | Rosja            | 375    |
| 3.      | Łotwa            | 330    |
| 4.      | Austria          | 325    |
| 5.      | Włochy           | 275    |
| 6.      | Ukraina          | 225    |
| 7.      | Polska           | 204    |
| 8.      | Słowacja         | 202    |
| 9.      | Korea Południowa | 162    |
| 10.     | Rumunia          | 80     |

### Zawody klasyczne - jedynki kobiet
| Miejsce | Zawodnik              | Reprezentacja | Punkty |
| ------- | --------------------- | ------------- | ------ |
| 1.      | Natalie Geisenberger  | Niemcy        | 740    |
| 2.      | Julia Taubitz         | Niemcy        | 676    |
| 3.      | Madeleine Egle        | Austria       | 501    |
| 4.      | Dajana Eitberger      | Niemcy        | 488    |
| 5.      | Tatjana Iwanowa       | Rosja         | 480    |
| 6.      | Jekatierina Katnikowa | Rosja         | 380    |
|         |                       |               |        |
| 28.     | Klaudia Domaradzka    | Polska        | 126    |
| 36.     | Natalia Jamróz        | Polska        | 73     |
| 49.     | Anna Bryk             | Polska        | 11     |

### Zawody klasyczne - jedynki mężczyzn
| Miejsce | Zawodnik            | Reprezentacja | Punkty |
| ------- | ------------------- | ------------- | ------ |
| 1.      | Felix Loch          | Niemcy        | 870    |
| 2.      | Johannes Ludwig     | Niemcy        | 581    |
| 3.      | Nico Gleirscher     | Austria       | 488    |
| 4.      | Siemion Pawliczenko | Rosja         | 467    |
| 5.      | Roman Riepiłow      | Rosja         | 448    |
| =       | Max Langenhan       | Niemcy        | 448    |
|         |                     |               |        |
| 19.     | Mateusz Sochowicz   | Polska        | 173    |
| 38.     | Kacper Tarnawski    | Polska        | 62     |

### Zawody klasyczne - dwójki
| Miejsce | Zawodnik                              | Reprezentacja | Punkty |
| ------- | ------------------------------------- | ------------- | ------ |
| 1.      | Thomas Steu Lorenz Koller             | Austria       | 672    |
| 2.      | Toni Eggert Sascha Benecken           | Niemcy        | 634    |
| 3.      | Andris Šics Juris Šics                | Łotwa         | 603    |
| 4.      | Tobias Wendl Tobias Arlt              | Niemcy        | 602    |
| 5.      | Ludwig Rieder Patrick Rastner         | Włochy        | 527    |
| 6.      | Yannick Müller Armin Frauscher        | Austria       | 450    |
|         |                                       |               |        |
| 13.     | Wojciech Chmielewski Jakub Kowalewski | Polska        | 240    |
| 31.     | Jakub Karaś Mateusz Karaś             | Polska        | 34     |

### Sprint - jedynki kobiet
| Miejsce | Zawodnik              | Reprezentacja | Punkty |
| ------- | --------------------- | ------------- | ------ |
| 1.      | Julia Taubitz         | Niemcy        | 300    |
| 2.      | Natalie Geisenberger  | Niemcy        | 255    |
| 3.      | Dajana Eitberger      | Niemcy        | 210    |
| 4.      | Madeleine Egle        | Austria       | 147    |
| 5.      | Elīza Tīruma          | Łotwa         | 146    |
| 6.      | Jekatierina Katnikowa | Rosja         | 132    |

### Sprint - jedynki mężczyzn
| Miejsce | Zawodnik            | Reprezentacja | Punkty |
| ------- | ------------------- | ------------- | ------ |
| 1.      | Kevin Fischnaller   | Włochy        | 225    |
| =       | Felix Loch          | Niemcy        | 225    |
| 3.      | Siemion Pawliczenko | Rosja         | 206    |
| 4.      | Max Langenhan       | Niemcy        | 189    |
| 5.      | David Gleirscher    | Austria       | 184    |
| 6.      | Dominik Fischnaller | Włochy        | 180    |

### Sprint - dwójki
| Miejsce | Zawodnik                              | Reprezentacja | Punkty |
| ------- | ------------------------------------- | ------------- | ------ |
| 1.      | Thomas Steu Lorenz Koller             | Austria       | 270    |
| 2.      | Andris Šics Juris Šics                | Łotwa         | 231    |
| 3.      | Toni Eggert Sascha Benecken           | Niemcy        | 196    |
| 4.      | Ludwig Rieder Patrick Rastner         | Włochy        | 180    |
| 5.      | Tobias Wendl Tobias Arlt              | Niemcy        | 171    |
| 6.      | Emanuel Rieder Simon Kainzwaldner     | Włochy        | 156    |
|         |                                       |               |        |
| 14.     | Wojciech Chmielewski Jakub Kowalewski | Polska        | 62     |